# Socinianisme

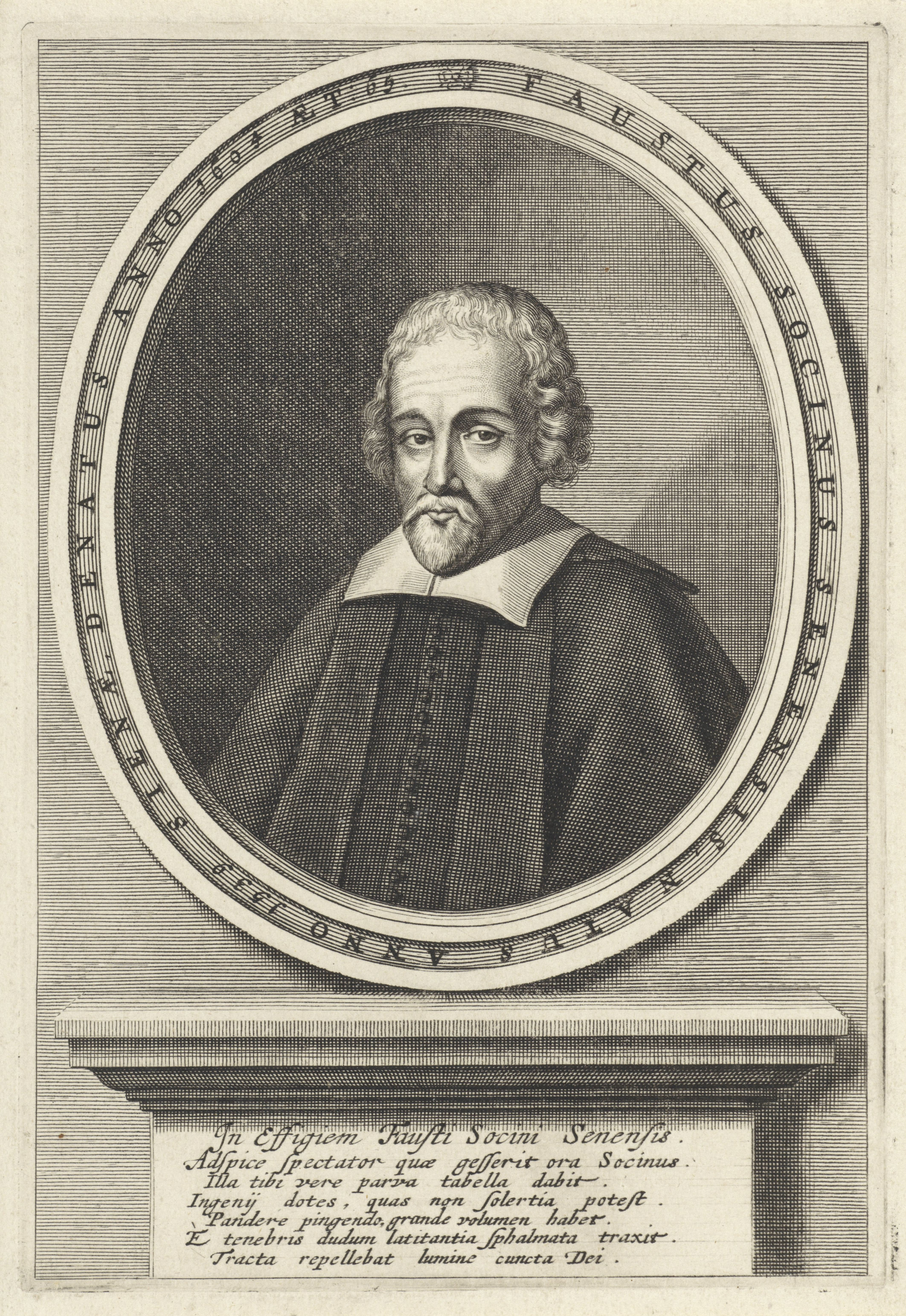
Fausto Sozzini (1539-1604), een van de grondleggers van het socianisme

Het socinianisme is een theologische en kerkelijke stroming volgens de leer van het unitarisme, ofwel de leer van Gods eenheid.

## Geschiedenis
Het socinianisme ontleent haar naam aan de Poolse geleerde van Italiaanse afkomst Fausto Sozzini (ook Faustus Socinus, 1539-1604), en diens oom Lelio Sozzini (1525-1562) te Zürich. Fausto Sozzini was in 1579 uitgeweken naar Polen en was een consequente aanhanger van het oude, door de kerk als ketters veroordeelde arianisme. De Sozzini's waren dus unitariërs of voorstanders van de leer van Gods eenheid, in tegenstelling tot de kerkelijke trinitariërs, aanhangers van de Heilige Drie-eenheid. In Fausto Sozzini's hoofdwerk De Jesu Christo Servatore (gedrukt in Polen, 1594) betoogde hij dat Jezus niet door zijn kruisdood, maar door zijn zedelijk voorbeeld verlosser werd. Zijn leer wees ook de incarnatie van Jezus af.
Aanhangers van Sozzini heten socinianen en trokken in de 16e en 17e eeuw door Europa. Zij behoorden tot een genootschap van theologische onderzoekers in Vicenza, die niet in de leer van de Drie-eenheid geloofden. Het socinianisme werd in 1598, dus tijdens de Tachtigjarige Oorlog, in de Nederlanden geïntroduceerd door twee Polen, Ostorodt en Woidovski. Zij bezochten onder andere Amsterdam en Leiden. Op advies van de Leidse universiteit werden hun boeken in beslag genomen en de auteurs de Republiek der Zeven Verenigde Nederlanden uitgezet. Sindsdien heeft het socinianisme vrijwel continu een zeer slechte reputatie gehad in de Nederduits Gereformeerde Kerk. Bij de remonstranten hadden de sociniaanse denkbeelden meer succes.

## Leerstukken
- God is volstrekt één en ondeelbaar. Hij is de barmhartige Vader en Schepper van hemel en aarde;[2]
- De mens beschikt over een vrije wil (predestinatie wordt afgewezen, wel gelooft men in de voorzienigheids Gods. Al met al leidt dit tot redelijk optimistisch mensbeeld);
- de zondeval heeft nooit plaatsgevonden of wordt gerelativeerd. De mens is niettemin zondig en behoeft verlossing en daarom is Jezus gekruisigd voor de zondaars, maar niet in hun plaats (plaatsvervangend lijden);
- Jezus Christus is de Zoon van God, niet God de Zoon. Niettemin kan men Jezus wel God noemen, maar dan alleen in de oneigenlijke zin van het woord (dus als een soort eretitel);[3]
- Jezus Christus is wel Heer en Verlosser en wijst ons de weg naar God de Vader;
- Jezus Christus is niet van alle eeuwigheid bij de Vader (trinitarisch christendom), evenmin is hij geschapen aan het begin van de schepping (arianisme). Jezus ontstond pas bij zijn geboorte. Men gelooft wel in de preëminentie van Jezus (Jezus was van den beginne als plan aanwezig bij de Vader).[3] Om de pre-existente uitspraken die Jezus over zichzelf deed te verklaren (met name Joh. 16:28 "Ik ben bij de Vader vandaan gegaan ... en ga ik terug naar de Vader"), gelooft men dat Jezus op een zeker moment, vóór de aanvang van zijn optreden bij de Vader in de hemel is geweest (mogelijk tijdens de verzoeking in de woestijn);
- Christus dient aanbeden te worden: niet alleen moeten gebeden "door" of "in naam van" Jezus aan de Vader worden voorgelegd, Jezus moet ook zelf aanbeden worden.[4]
- Men gelooft in de maagdelijke geboorte van Jezus, in zijn zondeloos leven (Hij werd in alles verzocht, maar gaf niet toe aan het kwaad, Hij was dus niet zondeloos geboren), in zijn verrijzenis, hemelvaart en zijn zitten aan de rechterhand van de Vader, evenals zijn wederkomst;
- De Heilige Geest is een onpersoonlijke kracht van God (de Geest is alleen in oneigenlijke zin een persoon);
- de wonderen die in de Bijbel worden beschreven zijn echt, behalve die wonderen die in het licht van de rede anders verklaard kunnen worden.
- de mens is een redelijk wezen;
- trinitariërs kunnen ook de hemelse zaligheid verwerven, mits men andersdenkenden niet vervolgt;
- een aantal socinianen was pacifistisch;
- christelijk mortalisme (de ziel is sterfelijk);
- de duivel bestaat, maar neemt een niet zo belangrijke plaats in.

## Nalatenschap

### Kerkgenootschappen
- Ecclesia Minor (17e eeuw, Polen; aanvankelijk ariaans, onder invloed van Fausto Sozzino ging men over tot de sociniaanse leer)
- Collegianten (17e eeuw, Nederland; minderheid)
- Remonstranten (17e eeuw, Nederland; minderheid)
- zelfstandige gemeenten, gesticht door John Biddle (17e eeuw, Engeland)
- Broeders in Christus (19e eeuw, wereldwijd)
- Unitarische Kerk van Transsylvanië (16e eeuw)
- Unitarische Kerk in Hongarije (19e eeuw)
- Unitariërs

### Belijdenisgeschriften
- Apostolische Geloofsbelijdenis (eerste eeuwen naar Christus; algemeen aanvaard door de vroege Socinianen)[5][6]
- Catechismus van Raków (Latijns, 1602)
- Twofold Catechism (Engels, 1654, geschreven door John Biddle)
- Summa Universae Theologiae Christianae secundum Unitarios (Latijn, geschreven door Mihály Lombard de Szentábrahám in opdracht van keizer Jozef II van het Heilige Roomse Rijk in 1782)
- Institutes of natural and revealed religion (Engels, Joseph Priestley, 1772 [technisch gezien geen belijdenisgeschrift, maar wel van groot belang voor het Engelse en Amerikaanse unitarisme])
- A Catechism for Children and Young Persons (Engels, Joseph Priestley, 1779)
- Catechismus van de Hongaarse Unitarische Kerk (Hongaars, vertaald in het Engels, huidige vorm dateert van 1991)
- Statement of Faith van de Broeders in Christus (Engels, tweede helft van de 19e eeuw)

### Personen
- John Biddle
- Ferenc David
- John Locke
- Isaac Newton (volgens sommigen; de meeste geleerden zijn van mening dat Newton ariaans was)
- Joseph Priestley (wees niettemin de maagdelijke geboorte van de hand)
- Foeke Floris